# 贝加斯
贝加斯，是西班牙加泰罗尼亚巴塞罗那省的一个市镇。总面积50平方公里，总人口4697人（2001年），人口密度94人/平方公里。